# Erik Balling

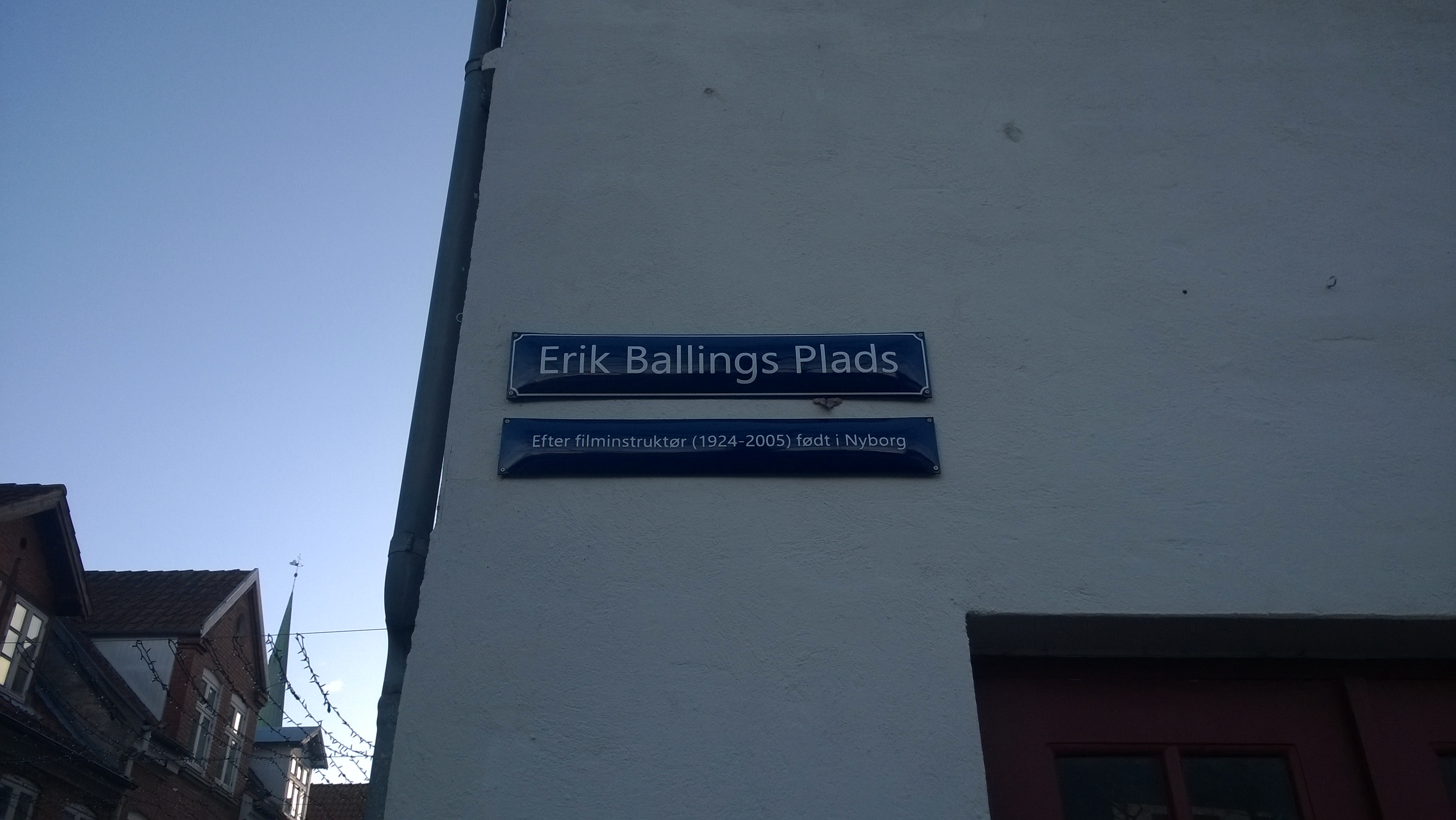
Plac w Nyborgu nazwany imieniem Erika Ballinga.

Erik Balling (ur. 29 listopada 1924 w Nyborgu, zm. 19 listopada 2005 w Gentofte) – duński reżyser i scenarzysta filmowy i telewizyjny. Najbardziej znany jako twórca popularnej serii filmowej Gang Olsena.

## Życiorys
W 1946 roku Balling rozpoczął pracę w Nordisk Films Kompagni, dużej duńskiej wytwórni filmowej. Później stał się jej szefem. Jako reżyser zadebiutował filmem Adam i Eva (1953).
W 1956 wyreżyserował Kispus, który był pierwszym duńskim filmem barwnym. Jego film Chłopiec z Grenlandii (1956) brał udział w konkursie głównym o nagrodę Złotej Palmy na 10. MFF w Cannes oraz był nominowany do Oscara dla najlepszego filmu nieanglojęzycznego. Reżyser stworzył też popularne duńskie seriale telewizyjne Matador i Huset på Christianshavn. Największą popularność przyniosła mu seria filmowa Gang Olsena, na którą złożyło się trzynaście tytułów ukazujących się na ekranach kin w latach 1968-1981.